# سنط كثيف الأزهار
السنط كثيف الأزهار أو سنط العناقيد (الاسم العلمي: Acacia pycnantha) المشهورة  بالسنط الذهبي. اشتقت كلمة pycnantha من الكلمتين اليونانيتين pyknos (أي:كثيف) و anthos (أي:الأزهار) نظرا للتجمع الزهري الكثيف حول النورات الذي يمنحها المظهر الكروي. يتبع هذا النوع جنس السنط من الفصيلة البقولية. يعود منشأها لجنوب شرق أستراليا. وينمو هذا النبات الي ارتفاعات تصل إلى 8 أمتار، أوراقُه مجنحة أو ساقيّة منجلية الشكل يتراوح طولها ما بين 9سم إلى 15 سم وعرضها ما بين 1-3.5 سم. بحلول الربيع تظهر الأزهار  بكثافة وتتميز بلونها الذهبي ورائحتها العطرة، تتبعها الثمار قرنية الشكل بداخلها البذور.يتم تلقيح هذا النبات بالتلقيح المتقاطع بواسطة عديد من الطيور آكلات العسل و ذوي المناقير الشوكية حيث تمتص هذه الكائنات الرحيق من أعناق الأزهار فتنقل حبوب اللقاح  فيما بينها.تنتشر السنط في بلاد جنوب شرق أستراليا واقليم العاصمة الأسترالية وتمتد الي فكتوريا والجنوب الشرقي لجنوب أستراليا.
جمع المستكشف توماس ميتشل عينة من هذا النبات وهي التي قام جورج بنتام على أساسها بوصف هذا النوع في عام 1842. لم يتم حتى الآن باكتشاف أي نويعات لهذا النبات. لحاء هذا النبات ينتج الكثير من التانين نسبةً لأي نوع آخر من السنط مما أدى إلى زراعته تجارياً من أجل إنتاج هذا المركب. وقد تمت زراعته على نطاق واسع باعتباره من نباتات الزينة بالحدائق وللإنتاج زهور القطف، ولكن تم إدراجه مع النباتات الغازية في جنوب أفريقيا وتنزانيا وإيطاليا والبرتغال وسردينيا والهند وإندونيسيا ونيوزيلندا وكذلك غرب أستراليا وتسمانيا ونيو ساوث ويلز.
وتم إتخاذ السنط كثيف الأزهار كزهرة وطنية رسمية لأستراليا في عام 1988 وظهرت على الطوابع البريدية في البلاد.

## الوصف

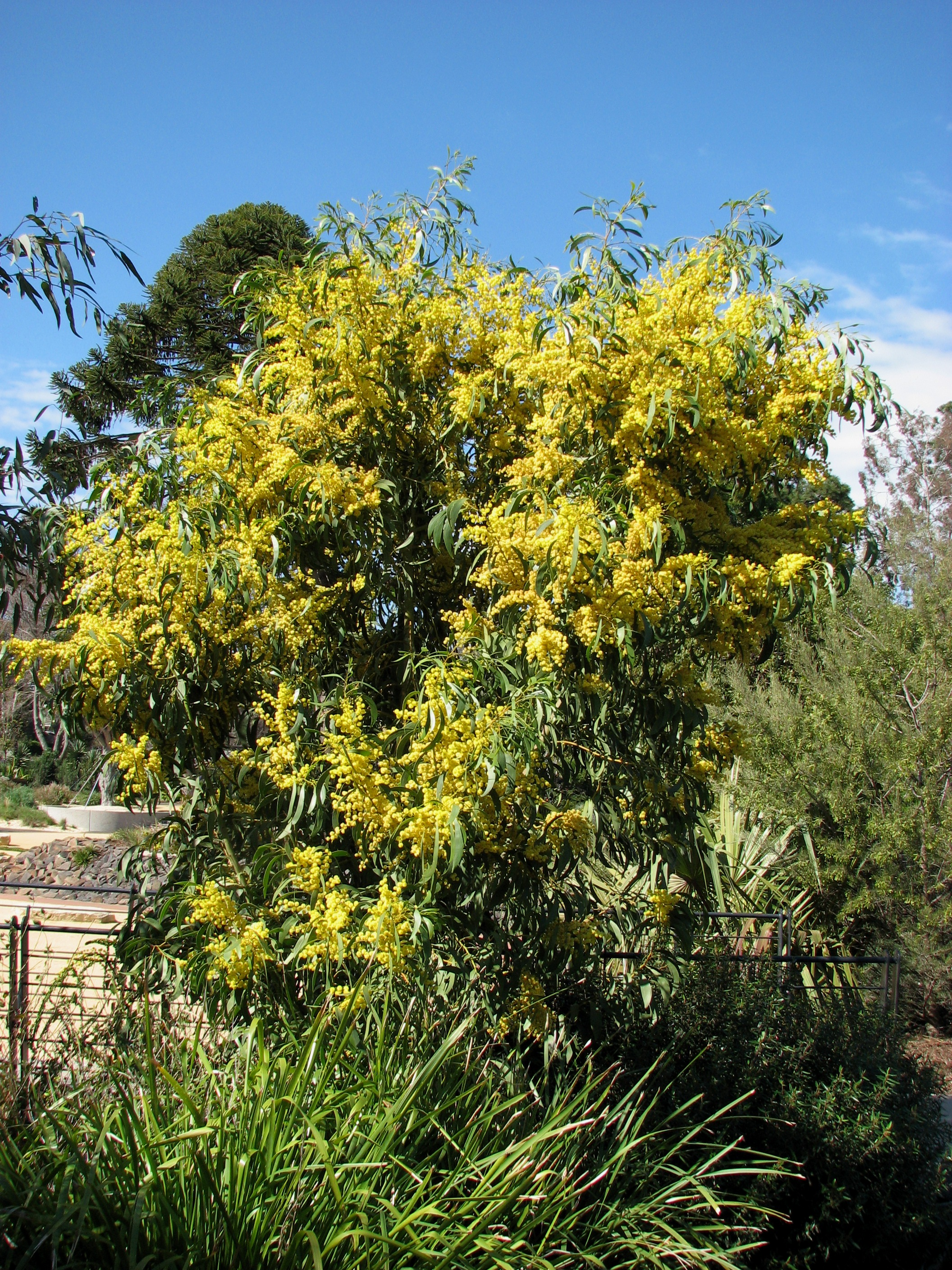
Habit, Geelong Botanic Gardens

تنمو السنط غالبا كشجيرات صغيرة يتراوح طولها ما بين 3 إلى 8 أمتار، لكن وجد بعضها في مراكش بالمغرب ما زاد ارتفاعه عن 12 متر. يتميز اللحاء بلون بني داكن يميل إلى الرمادي ويكون ناعما في النباتات الصغيرة بينما يكون مجعدا وخشنا في النباتات المعمرة. وقد تبدو الأفرع الصغيرة معراة وناعمة أو مغطاة بأزهار بيضاء.  
ليس للأشجار الناضجة أوراق حقيقية وإنما لها سيقان ورقية مستوية وعريضه تتدلي من الأغصان.أظهرت الملاحظات الميدانية بمحمية هيل بأستراليا أن لحاء نباتات الاكاشيا النامية حديثا، تنمو علي مدار الربيع والصيف من اكتوبر الي يناير.
تنمو البراعم الزهرية فوق قمم النباتات الجديدة علي مدار العام بخلاف تلك البادرات التي تظهر في الفترة من  نوفمبر الي مايو ،فهي تتأخر في الإزهار عدة شهور.تزهر السنط غالبا في الفترة من يوليو إلى نوفمبر(نهاية الخريف وبداية الصيف)  
في النطاق الأصلي للسنط الذهبي لأن البراعم المتأخرة تتطور بشكل اسرع الي قمم زهرية خلال شهري يوليو واغسطس.تتفرع من البراعم الطرفية شماريخ زهرية يتراوح طولها ما بين 2.5-9سم وتحمل هذه الشماريخ نورات صفراء فاتحة اللون كل منها كروي الشكل مغطي بما يقرب من 40-100زهرة صغيرة وخمس بتلات بالإضافة الي أسدية طويلة منتصبة وهي التي تكسب رأس النورة مظهرها الريشي.
بعد انتهاء موسم الإزهار,تستطيل القرون التي تحوي الثمار أو تأخذ شكلا شبه منحنيا ويتراوح طولها ما بين 5-14سم وعرضها من 5-8 مم.تتميز البذور في بداية نموها باللون الاخضر الفاتح و يميل للبني الداكن عند اكتمال نضجها وتكون مرتبة في القرن علي خط واحد يتخللها تخثر أو تقلص يفصل بين البذرة عن الاخري.
عند اكتمال نضج القرن، في ديسمبر ويناير,تتحرر البذور من القرن حيث تكون سوداء لامعة و طولها من 5.5-6 م.

## الوضع التصنيفي
جورج بنتام هو أول من قام بوصف السنط في بحث له نشر بمجلة لندن لعلم النبات عام 1842م. وقام المُستكشف توماس ميتشيل بجمع نموذج العينة في شمال فيكتوريا الحالية بين هرم هيل ونهر لودون. واعتقد بنتام أن هذا النموذج له صلة بجنس أكاسيا ليوفيللا، والذي كان قد وصفه في نفس البحث.
أعاد عالم النباتات في كوينزلاند ليز بيدلي تصنيف الأنواع Racosperma pycnanthum في عام 2003 حيث اقترح وضع جميع الأفراد الأسترالية من هذا الجنس ضمن جنس Racosperma الجديد. [16] ومع ذلك، يتم التعامل مع هذا الاسم كمرادف لاسمه الأصلي.

## الاستخدامات
يتم زراعة هذا النبات في المناطق مُعتدلة الحرارة ويستفاد من لحائه في إنتاج نوع من المركبات الفينولية تسمي التانينات. ويُعتبر هذا النوع (السنط الذهبي) هو الأعلى إنتاجية لهذه المُركبات مُقارنة بغيره من أنواع السنط. ومع ذلك، فإن الاستخدام التجاري لخشب أشجار السنط محدود نظرًا لصغر حجمها لكنه ذو قيمة عالية كحطب للوقود. يُمكن استخلاص التانين عندما تكون الشجرة في عمر من 7-10 أعوام.يتم استخدام زهور السنط العطرة في المناطق الجافة لصناعة العطور وإنتاج العسل ومع ذلك فإنه من الصعب أن ينقل النحل حبوب اللقاح في هذه المناطق الجافة.تعتبر السنط من أهم النباتات التي تزرع لتجارة وبيع الأزهار في جنوب أوروبا.يفرز السنط كثيف الأزهار بعض المواد الصمغية عندما يتعرض للضغط أو للنمو في ظروف غير مناسبة.

### النصوص المذكورة
- Elliot، Rodger W.؛ Jones، David L.؛ Blake، Trevor (1985). Encyclopaedia of Australian Plants Suitable for Cultivation. Port Melbourne, Victoria: Lothian Press. ج. 2. ص. 103. ISBN:0-85091-143-5.
- Kodela, Phillip G. (2001). "Acacia". في Wilson, Annette; Orchard, Anthony E. (المحرر). نباتات أستراليا  [لغات أخرى]‏. CSIRO Publishing / Australian Biological Resources Study. ج. 11A, 11B, Part 1: Mimosaceae, Acacia. ص. 297–98. ISBN:978-0-643-06718-9. مؤرشف من الأصل في 2022-02-09.{{استشهاد بموسوعة}}:  صيانة الاستشهاد: أسماء متعددة: قائمة المحررين (link) صيانة الاستشهاد: علامات ترقيم زائدة (link)